# Wolfskopf (Ammergauer Alpen)
Der Wolfskopf ist ein 1525,8 m ü. NHN hoher bewaldeter Gipfel im Höhenzug der Trauchberge in den Ammergauer Alpen, etwa 14 Kilometer nordöstlich von Füssen.

## Gipfel
Der Gipfel ist über Forststraßen leicht zu erreichen. Die Aussicht ist durch die bis zum Gipfel reichende Bewaldung eingeschränkt. Ein Gipfelkreuz mit Gipfelbuch ist vorhanden.